# Henri Magois
Pas d'image ? Cliquez ici

a Compétitions nationales et continentales officielles uniquement.

b Matchs officiels uniquement.
Henri Magois, né le 1er janvier 1947 à La Rochelle, est un joueur de rugby à XV, qui a joué avec l'équipe de France et le  Stade Rochelais au poste d'arrière (1,73 m pour 70 kg). 

## Carrière de joueur

### En équipe nationale
Il a disputé son premier test match le 9 novembre 1968 contre l'équipe d'Afrique du Sud, et le dernier contre l'équipe de Roumanie, le 1er décembre 1968.
Le 1er mai 1980, il participe au premier match des Barbarians français contre l'Écosse à Agen. Les Baa-Baas l'emportent 26 à 22.

## Palmarès

### En club
- Championnat de France: quart de finaliste en 1969

### En équipe nationale
- Sélections en équipe nationale : 3